# 물칸나과
물칸나과는 생강목에 속하는 외떡잎식물의 과이다. 마란타 과 식물은 흔히 "기도하는 식물"로 불린다. 형태학적 분석과 DNA 유전자 분석 결과를 조합하면, 이 과 식물은 아프리카에서 기원했지만, 현존하는 종들의 자생지의 중심은 아프리카가 아니다.

## 분류
2003년 발표된 APG II 분류 체계(1998년의 APG 분류 체계와 다르지 않음) 또한 이 과를 인정했으며, 외떡잎식물군 내의 닭의장풀군의 생강목으로 분류했다. 수술과 심피 둘다 매우 작기 때문에 마란타과를 생강목에서 가장 많이 진화한 과로 간주한다. 이 과는 30여 속, 350여 종으로 구성되며, 오스트레일리아를 제외한 전 세계 열대 지역에서 발견된다. 아메리카에 가장 많이 분포하며, 아프리카에 7개 속, 아시아에 6개 속이 자생한다.

## 하위 속
- Afrocalathea
- Ataenidia
- Calathea
- Cominsia
- Ctenanthe
- Donax
- 고이페르티아속 (Goeppertia)
- Halopegia
- Haumania
- Hylaeanthe
- Hypselodelphys
- Ischnosiphon
- Koernickanthe
- Maranta
- Marantochloa
- Megaphrynium
- Monophrynium
- Monophyllanthe
- Monotagma
- Myrosma
- Phacelophrynium
- Phrynium
- Pleiostachya
- Sanblasia
- Saranthe
- Sarcophrynium
- Schumannianthus
- Stachyphrynium
- Stromanthe
- 물칸나속 (Thalia)
- Thaumatococcus
- Trachyphrynium

## 갤러리

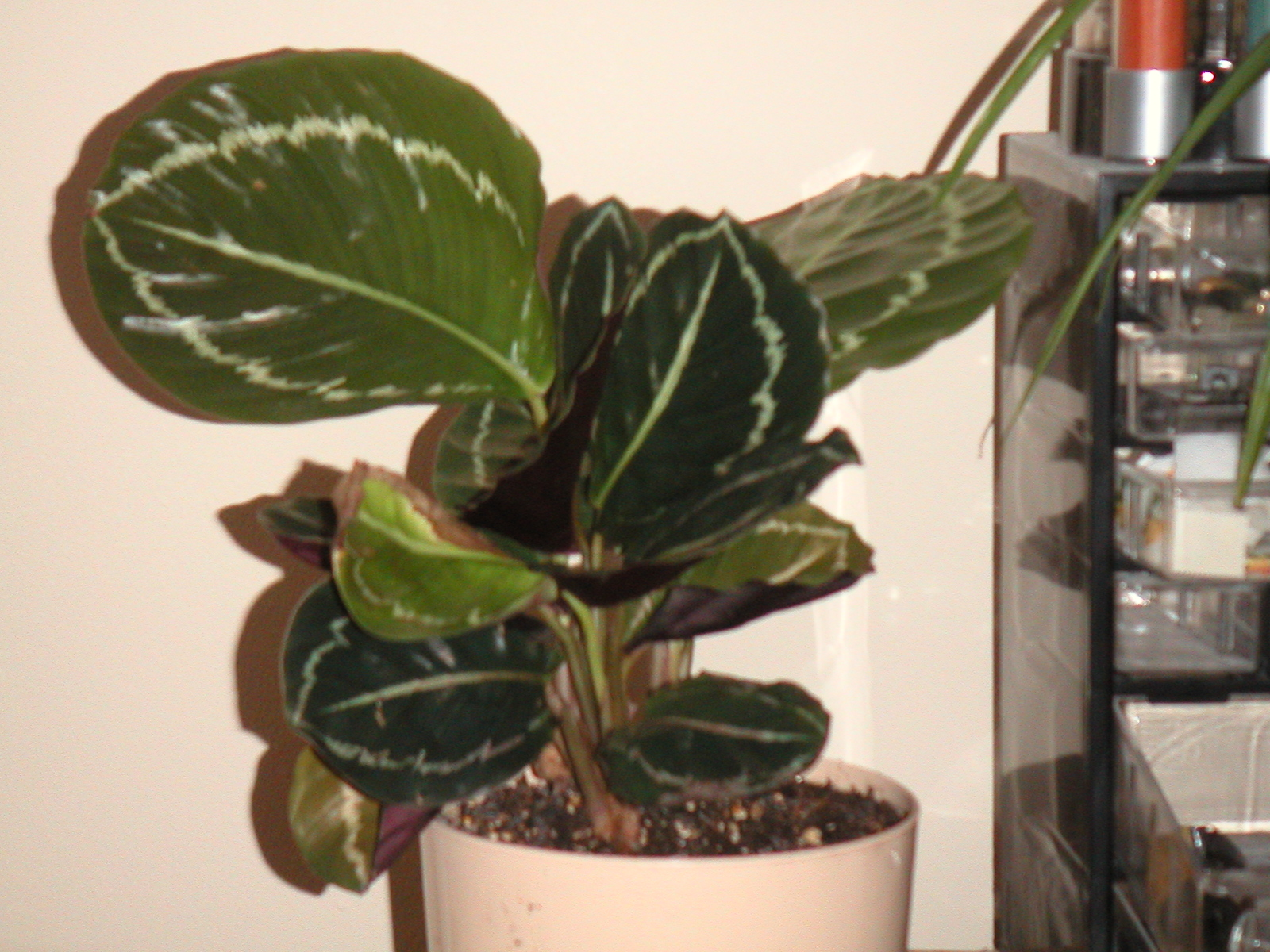
"기도"하는 마란타 종
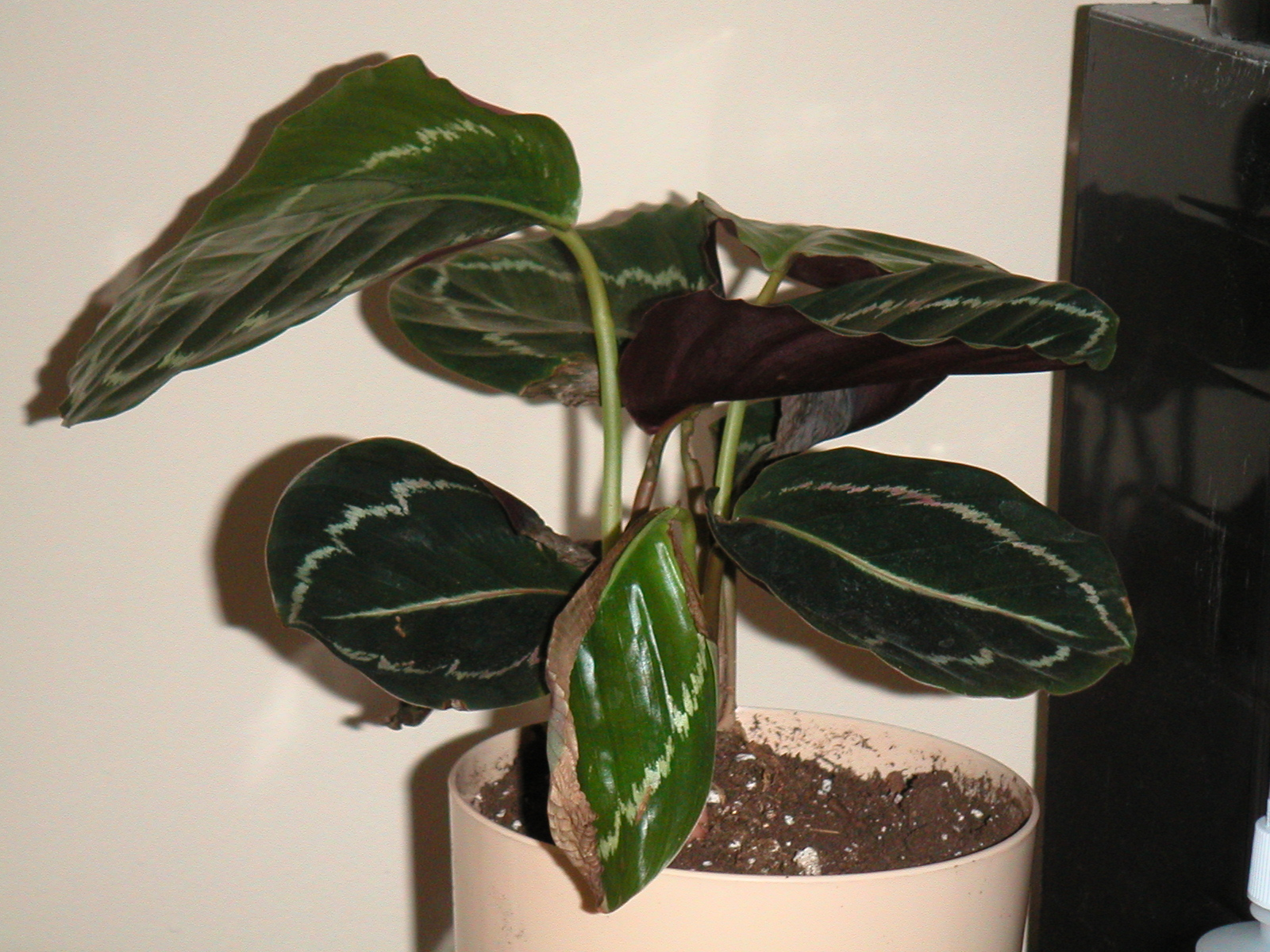
"기도"하지 않는 마란타 종